# The Simpsons Game
The Simpsons Game — видеоигра в жанре экшен-платформер, изданная компанией Electronic Arts осенью 2007 года. Является спин-оффом американского мультсериала «Симпсоны» и двадцать третьей игрой из серии игр, выпускаемых на основе «Симпсонов». Она была создана по оригинальному сюжету, написанному Тимом Лонгом, Мэттом Селманом и Мэттом Уорбертоном. Официальным локализатором выступила компания «СофтКлаб»: переводу на русский язык подверглась только документация, сама игра осталась на английском языке.

## Игровой процесс
Игроку предстоит управлять двумя Симпсонами, на каждом уровне своя пара (с возможностью переключения). У каждого члена семьи есть сверхсилы: Гомер способен съесть всё, что угодно, поэтому может либо превратиться в жировой мяч (просто поев продуктов), либо в воздушный шар (глотнув гелий из баллона), либо стать резиновым (съев несколько резиновых статуэток); Барт может превращаться в супергероя Бартмэна (пародийный Бэтмен), что позволяет ему летать и использовать хватательный крюк; Лиза может нейтрализовывать врагов игрой на саксофоне, а сев у статуи Будды, может божественной рукой поднимать предметы и давить врагов; Мардж может с помощью мегафона либо управлять толпами людей, либо атаковать врагов своим криком из него; Мэгги всегда сидит в рюкзаке Мардж, но при необходимости мать отправляет её в вентиляционную шахту, где игрок и должен ей управлять. Она может стрелять своей соской в объекты, заставляя их работать. Когда задача выполнена, Мэгги сама возвращается к Мардж.

## Сюжет

Обложка игры Grand Theft Scratchy, вокруг которой проходит часть сюжета игры

Сюжет игры начинается с поедания Гомером Симпсоном шоколадных конфет Красти, после чего он засыпает. Во сне герой мечтает о мире шоколада и попадает в шоколадную страну, где преследует, а затем съедает «Белого шоколадного кролика» — объект своих фантазий, попутно делая то же самое и с другими попадающимися на глаза шоколадными кроликами. Сон обрывается, Гомер просыпается на своём диване у телевизора, жалуется на просыпание и проклинает себя. Позже в город Спрингфилд завозят новую видеоигру под названием Grand Theft Scratchy, которая отличается особой жестокостью и высоким уровнем насилия. Барт, договорившись с продавцом, покупает её, однако, выйдя из магазина, его встречает Мардж. Та, разузнав про приобретение сына, отбирает у него игру. Скитаясь по улице, Барт размышляет о несправедливости матери, как вдруг с неба под его ноги падает руководство по эксплуатации игры под названием The Simpsons Game. Оттуда он узнаёт, что каждый член его семьи обладает сверхъестественными способностями, и делится этим открытием с Гомером и Лизой, та, в свою очередь — с Мардж. Каждый из членов семьи проверяет их, в результате чего Барт с Гомером задерживают школьников, грабивших музей по приказанию директора школы, побеждают в конкурсе еды на фестивале, проводимом пивоваренной компанией Duff, уничтожают лесоперерабатывающий завод, попутно выгнав всех рабочих завода с их единственного места заработка, спасают Ленни и Карла от смерти; Мардж, Лиза и Мэгги заставляют мэра Куимби запретить продажу игры Grand Theft Scratchy.
В это время, по странному стечению обстоятельств, Кэнг и Кодос решили захватить Землю, посеяв ужас и панику на улицах городов. Барт и Лиза отправляются к профессору Фринку за помощью. Он в это время перемещается в мир видеоигр, где его похищает Донки Конг. После своего освобождения профессор отдает Барту и Лизе мануал с улучшениями (апгрейдами) и чит-кодами, за счёт которых семейка Симпсонов побеждает корабль инопланетных захватчиков, действующих под предводительством и командованием Сайдшоу Боба, армии дельфинов и гигантской рекламной статуэтки. После поражения последнего Кэнг и Кодос прилетают, чтобы «творить возмездие и расплату». Добравшись до Спрингфилда, материнский корабль начинает крушить город, на это Симпсонам не удаётся найти коды в мануалах. Барт и Лиза в поисках чит-кодов, решили поискать их в интернете, но благодаря Гомеру вся семья Симпсонов застревает в виртуальном мире, то есть в игровом движке.
В игровом движке Симпсоны встречают Уилла Райта (создателя серии игр The Sims), уничтожающего копии восьмибитных[прояснить] игр про Симпсонов, в частности Escape from Krusty Island (аллюзия на видеоигру Escape from Monkey Island), вместе с игровыми персонажами. Не собираясь мириться с уничтожением своих восьмибитных копий, Барт и Гомер спасают всю семью двойников, от которых они узнают о некоем Создателе, который поможет Симпсонам спасти Спрингфилд от уничтожения. Для того, чтобы попасть к Создателю, семья должна собрать четыре ключа, которые дают доступ к дворцу Создателя.
Ключи разбросаны в концах четырёх видеоигр: в гнезде дракона (после победы дракона в виде Пэтти и Сельмы в игре Neverquest), на обратной стороне картины «Джоконда» (в качестве бонуса — французский подарок в игре Medal of Homer), у Милхауса после его поражения в японской видеоигре Big Super Happy Fun Fun Game, в сумке одной из противниц насилия в видеоиграх (на уровне игры Grand Theft Scratchy). Получив в своё пользование все ключи, Симпсоны проникают в особняк Создателя, которым оказывается Мэтт Грейнинг. В результате разговора с Грейнингом, тот активирует самоуничтожение движка и убегает. В результате Симпсоны остаются ни с чем и спешно покидают рушащийся виртуальный мир.
В поисках спасения Спрингфилда Лиза решает обратиться к Богу и строит лестницу в небо. Однако на небесах семейке преграждают дорогу Уильям Шекспир и Томас Джефферсон, да и сам Бог неохотно рвется помогать в защите Спрингфилда. Но после своего поражения на игровой арене Бог соглашается помочь спрингфилдцам и заявляет Барту, что попадание мануала Барту в начале было случайной ошибкой.

## Реакция критиков и награды
| Сводный рейтинг    | Сводный рейтинг | Сводный рейтинг | Сводный рейтинг | Сводный рейтинг | Сводный рейтинг | Сводный рейтинг |
| Издание            | Оценка          | Оценка          | Оценка          | Оценка          | Оценка          | Оценка          |
| Издание            | DS              | PS2             | PS3             | PSP             | Wii             | Xbox 360        |
| ------------------ | --------------- | --------------- | --------------- | --------------- | --------------- | --------------- |
| GameRankings       | 69,50 %         | 67,62 %         | 71,60 %         | 57,75 %         | 62,83 %         | 73,01 %         |
| Metacritic         | 69/100          | 68/100          | 71/100          | 59/100          | 64/100          | 71/100          |
| Иноязычные издания |                 |                 |                 |                 |                 |                 |
| Издание            | Оценка          | Оценка          | Оценка          | Оценка          | Оценка          | Оценка          |
| Издание            | DS              | PS2             | PS3             | PSP             | Wii             | Xbox 360        |
| 1UP.com            | B+              | N/A             | 7/10            | 4/10            | N/A             | 7/10            |
| Edge               | N/A             | N/A             | N/A             | N/A             | N/A             | 5/10            |
| EGM                | N/A             | N/A             | N/A             | N/A             | N/A             | 6,87/10         |
| Eurogamer          | 5/10            | N/A             | N/A             | N/A             | N/A             | 6/10            |
| G4                 | N/A             | N/A             | 3/5             | N/A             | N/A             | 3/5             |
| Game Informer      | N/A             | 7,25/10         | 7,25/10         | N/A             | 7,25/10         | 7,25/10         |
| GamePro            | N/A             | N/A             | 3,75/5          | N/A             | N/A             | 3,75/5          |
| GameRevolution     | N/A             | C               | C               | N/A             | C-              | C               |
| GameSpot           | 7,5/10          | 7/10            | 7/10            | N/A             | 6,5/10          | 7/10            |
| GameSpy            | 3/5             | N/A             | 3,5/5           | N/A             | N/A             | 3,5/5           |
| GameTrailers       | N/A             | N/A             | 7,9/10          | N/A             | N/A             | 7,9/10          |
| GameZone           | 7,9/10          | N/A             | 7,5/10          | N/A             | N/A             | 7,3/10          |
| IGN                | 7,7/10          | 6,5/10          | 7,7/10          | 7/10            | 7/10            | 7,7/10          |
| Nintendo Power     | N/A             | N/A             | N/A             | N/A             | 4/10            | N/A             |
| ONM                | N/A             | N/A             | N/A             | N/A             | 74/100          | N/A             |
| OXM                | N/A             | N/A             | N/A             | N/A             | N/A             | 7,5/10          |
| PALGN              | 6,5/10          | N/A             | N/A             | N/A             | N/A             | 6,5/10          |
| Play (UK)          | N/A             | N/A             | 7,5/10          | N/A             | N/A             | 7,5/10          |
| TeamXbox           | N/A             | N/A             | N/A             | N/A             | N/A             | 8,2/10          |
| VideoGamer         | 8/10            | 5/10            | 5/10            | N/A             | N/A             | 5/10            |
| XboxAddict         | N/A             | N/A             | N/A             | N/A             | N/A             | 8/10            |

Критики дали игре смешанные, но преимущественно позитивные оценки. Они дали высокую оценку игре за её графику и сюжетные повороты, в котором было много пародий на другие видеоигры, а критиковали её небольшую длину и неудобные системы камер, которые не всегда могут нормально функционировать. По состоянию на 31 января 2008 года по всему миру было продано четыре миллиона копий игры.